# Japanse grasvogel
De Japanse grasvogel (Helopsaltes pryeri  synoniemen: Locustella pryeri en Megalurus pryeri) is een zangvogel uit de familie Locustellidae. Deze vogel is genoemd naar de in Japan gevestigde Britse handelaar en natuuronderzoeker Henry J. S. Pryer (1850-1888).

## Verspreiding en leefgebied
Deze soort komt voor van oostelijk Mongolië tot oostelijk China en Japan.

## Status
De grootte van de populatie is in 2007 geschat op 10.000-15.000 volwassen vogels. De populatie is vrij klein en versnipperd en de aantallen nemen af door habitatverlies. Op de Rode lijst van de IUCN heeft deze soort daarom de status gevoelig.